# Acidiella contraria
Acidiella contraria är en tvåvingeart som först beskrevs av Walker 1853.  Acidiella contraria ingår i släktet Acidiella och familjen borrflugor. Inga underarter finns listade i Catalogue of Life.